# Boarmia complacita
Boarmia complacita är en fjärilsart som beskrevs av Louis Beethoven Prout 1915. Boarmia complacita ingår i släktet Boarmia och familjen mätare. Inga underarter finns listade i Catalogue of Life.